# 生命の話をしよう
｢生命の話をしよう｣（いのちのはなしをしよう）は、日本の楽曲。作詞：清水哲&中村泰士、作曲：中村泰士、編曲：かせだあきひろ。2000年2月から3月にかけて、NHK『みんなのうた』で放送された。

## 概要
ジュディ・オングが歌唱を担当。
本楽曲の歌詞は、頚椎を骨折し、下半身を動かすことができない身体状況にある清水哲が、コンピュータを使用し作り上げた歌詞に作曲家の中村泰士が手を加えたもの。
死ぬことより生きることは勇気がいるし、生きていくことが大切なことと歌っている。